# Galland Semerand
 (mai 2019).
 (mai 2019).
Galland Sémerand, est un peintre et architecte haïtien né au Cap-Haïtien, en Haïti, le 4 septembre 1953. Il décède le 29 novembre 2019 à la Croix-des-Bouquets, en Haïti.

## Biographie
Galland Sémerand grandit à Port-au-Prince, étudiant l'architecture de 1976 à 1979 à l'Institut Richard Leconte. Lors de ses études, il s'intéresse à l'histoire et au style architectural gingerbread érigés à Port-au-Prince à la fin du XIXe et au début du XXe siècle. Autodidacte en peinture au début de sa carrière, il étudie ensuite une année à l'académie des Beaux-arts en France en 1980. 

### Carrière
En 1984, l'artiste est découvert lors d'une exposition organisée à l'occasion de la visite du Pape Jean-Paul II en Haïti. Il participe à l'exposition internationale sur la paix à Paris 1985. En 1992, il reçoit un prix pour une de ses peintures, intitulée La découverte d'Haïti par Christophe Colomb, elle est publiée dans le célèbre magazine allemand Stern. De 1992 à 1994, ses œuvres sont exposées en Haïti et en Floride. En 1997, il remporte le prix d'un concours d'art organisé par la compagnie de téléphone Teleco, ce qui renforce sa reconnaissance internationale.
L'artiste est rattaché à la Galerie d'art Nader, mais il reste indépendant en vendant ses œuvres depuis son domicile.
Les peintures de Galland Sémerand sont sélectionnées pour figurer sur les timbres haïtiens et sont exposées de manière permanente à Expressions Galerie d'Art à Port-au-Prince. 
À la suite du séisme du 12 janvier 2010, l'artiste a créé un triptyque émouvant exposé en Haïti.
Des critiques trouvent des similitudes entre ses œuvres et celles du peintre Watteau ou des paysagistes Flamands. 
L'artiste décrit sa méthode de travail en ces termes : 

« Je suis toujours en recherche. J'aime la couleur, la lumière des couchers de soleils. J'observe la nature et les changements de ses tonalités au fil des heures. J'essaie de les rendre sur la toile. Je travaille surtout des ciels, tantôt roses ou bleutés, tantôt cuivres, toujours nuancés. »

— Galland Semerand